# Ali Soheili
Ali Soheili (en persan : علی سهیلی) est un homme politique iranien né à Tabriz en 1896 et mort à Londres le 1er mai 1958.

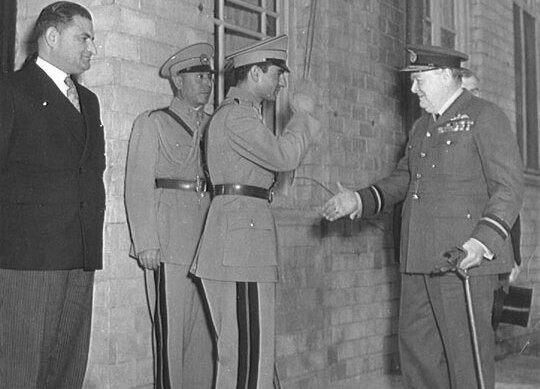
Ali Soheili (à gauche) assiste au salut de Churchill par le Chah lors de la Conférence de Téhéran.

Il a été par deux fois Premier ministre. La rencontre historique entre Churchill, Staline et Roosevelt lors de la Conférence de Téhéran a eu lieu pendant son deuxième mandat en novembre 1943.
Il a été ambassadeur d'Iran en Grande-Bretagne en 1953.
Ali Soheili est mort d'un cancer à l'âge de 62 ans.